# Jorcey Anísio
Jorcey Anísio Garcia Santos (Rio de Janeiro, 24 de outubro de 1972) é um ex-goleiro brasileiro e atualmente preparador de goleiros do Persepolis do Irã.

## Carreira

### Como Jogador

#### Flamengo
Iniciou em 1984 no Mirim do Flamengo, passou por todas as categorias de base: Mirim, Infantil, Juvenil e Juniores, conquistando título de Campeão Carioca de Infantil 1986, Juvenil Bicampeão Carioca 1988, Juniores Bicampeão Carioca 1990.
Com passagem pela Seleção Brasileira nas categorias de base em 1988 e 1989 como goleiro na categoria sub-16, sendo Campeão Sul Americano Sub-16 em 1988 no Equador, e disputando o mundial Sub 16 na Escócia em 1989.

#### Desportiva Ferroviária
Em 1992 foi profissionalizado no Flamengo, sendo emprestado para a Desportiva Ferroviária em 1992 onde disputou o Campeonato Capixaba sendo Campeão Capixaba 1992.
Melhor goleiro e goleiro menos vazado do Campeonato Capixaba.
Disputou o brasileiro da Série B em 1992 pela Desportiva Ferroviária, conseguindo o acesso para a Série A em 1993.
Em 1993, disputou o Campeonato Capixaba e o brasileiro pela Desportiva Ferroviária.

#### Olaria
Retornou ao Flamengo sendo emprestado para a disputa do Campeonato Carioca de 1994 pelo Olaria, sendo uma das revelações do Campeonato Carioca de 1994.

#### Retorno ao Flamengo
Retornando ao Flamengo, depois do Campeonato Carioca, e ficou até o final de 1995.

#### União da Ilha da Madeira
Em 1996, foi para Portugal atuar no União da Ilha da Madeira, temporada 1996-1997.

#### CFZ do Rio
Retornou em 1998, para atuar no CFZ do Rio, até 1999.

## Como Preparador de goleiros
Iniciou sua carreira no Olaria A.C em 2003. Depois passou por CFZ do Rio S.A, C.R. Flamengo aonde trabalhou de 2007 a 2011. trabalhou também nas seleções de base do Brasil, Sub 15/17/18 Masculina e Sub 17/18 Feminina.
Em 2011 foi para p Al Shabab na Arábia Saudita.
Em 2011 recebeu o convite para trabalhar na Seleção da Arábia Saudita ficando até Maio de 2012, em Junho de 2012 foi contratado pelo Avaí.para a Série B 2012.
Após o término da temporada 2012, foi desligado do clube catarinense.
Em 2013 trabalhou no São Cristóvão Futebol e Regatas, participando de 2 competições e no final das mesmas seus goleiros se destacaram e foram negociados para equipes da série A do campeonato carioca.
Trabalhou no Botafogo FR de 2014 a 2019. Conquistando o acesso a Série A em 2015 e Campeão da Taça Guanabara 2015.
Em 2016, foi finalista do Campeonato Carioca, ficando em segundo lugar.
No Brasileiro de 2016, o Botafogo conseguiu uma importante classificação para a Libertadores da América de 2017, é um dos destaques da equipe foi o goleiro Sidão que foi indicado por Jorcey Anisio após a contusão de Jefferson.
Em 2017 o Botafogo participou  de várias competições, Carioca, Copa do Brasil, Libertadores da América e Campeonato Brasileiro, um dos destaques da equipe foi o goleiro Gatito Fernandes indicado por Jorcey Anisio.
Campeão Carioca 2018.
Em Junho de 2019 saiu do Botafogo e foi para o Atlético MG, assumindo a Coordenação da Preparação de goleiros da base e a categoria Sub 20.
Campeão Mineiro Sub 20 - 2019
Em 2020 foi promovido para a equipe de transição do Atlético MG.
Em agosto de 2020, Jorcey aceitou o convite do treinador Jair Ventura, com quem trabalhou no Botafogo, para ser o preparador de goleiros do Sport.